# Parsons School of Design
Parsons The New School of Design är en designhögskola i New York. Skolan tillhör The New School och var vid sitt grundande 1896 en ambitiös pionjär inom konst- och designutbildning. 
Parsons The New School of Design har drygt 700 lärare på hel- och deltid. Skolan har utbildningar på kandidat- och magisternivå inom bland annat fri konst, foto, arkitektur, produkt- och industridesign, grafisk formgivning, mode, inredningsdesign, konst- och designhistoria och design/marknadsföring.

## Historik
Skolan grundades som the Chase School 1896 av William Merritt Chase och bytte namn1898 till the New York School of Art.
Frank Alvah Parsons anslöt sig till skolan år 1904 och blev administratör år 1907. Han breddade läroplanen och startade de första utbildningarna i inredningsdesign, grafisk design och reklam i USA.  År 1909 bytte skolan namn till the New York School of Fine and Applied Art. Parsons var ensam styrelsemedlem mellan 1911 och sin död 1930.
År 1970 slogs Parsons ihop med New School for Social Research. När moderinstitutionen år 2005 ändrade sitt namn till The New School, så bytte Parsons namn till "Parsons The New School for Design".
År 1950 öppnade Parsons en filial i Paris, för att erbjuda högre utbildning inom konst och design i Europa.

## Parsons idag
Parsons är platsen där dokusåpan Project Runway spelas in. Tim Gunn från Project Runway är före detta Chair of Fashion Design på Parsons, och agerar mentor åt de tävlande i showen.

## Elever i urval
- Ai Weiwei
- Anne av Bourbon-Parma
- Tammy Dotson
- Tom Ford
- Edward Hopper
- Adolph Gottlieb
- Julie Umerle
- Martina Hoogland Ivanow
- Jasper Johns
- Marc Jacobs
- Donna Karan
- Barbara Kruger
- Susanne Fransson Kane
- Per Franson
- Paul Rand
- Narciso Rodriguez
- Norman Rockwell
- William Scott Mahr
- Ryan McGinley
- Steven Meisel
- Isaac Mizrahi
- Maria Miesenberger
- Zac Posen
- Jesper Sundwall
- Ana Sui
- Joel Schumacher
- Therese Öhrvall